# 卡查尼克
卡查尼克是科索沃南部烏羅舍瓦茨區卡查尼克市镇内的城镇，为同名市镇的行政中心。市镇面積211平方公里，包括了卡查尼克和31個村莊。据2011年人口普查，城镇内的人口数量为15,634人，而整个市镇的人口数量则为33,409人。

## 外部連結
- 卡查尼克市镇官方网站 （页面存档备份，存于）
- SOK Kosovo and its population